# Comité international des sciences historiques
Le Comité international des sciences historiques (en anglais : International Committee of Historical Sciences) (CISH / ICSH) est une association internationale de recherche historique. Il a été fondé en tant qu'organisation non gouvernementale à Genève le 14 mai 1926. Il est composé de comités nationaux et d'organisations internationales affiliées engagées dans la recherche et la publication savante dans tous les domaines de l'étude historique. Il y a actuellement 51 comités nationaux et 30 associations internationales membres du CISH.
Son activité principale est l'organisation d'une conférence internationale, le Congrès international des sciences historiques.
La plus récente conférence (la 22e) a eu lieu en août 2015 à Jinan, en Chine. Le 23e congrès était prévu en juin 2020 à Poznań, en Pologne, mais a été reporté à 2021 en raison de la pandémie et mis en ligne pour la première fois.
Le CISH regroupe des comités nationaux comme le Comité pontifical des sciences historiques ou le Comité français des sciences historiques. Il fédère également des structures internationales dédiées à un champ historique particulier, parmi lesquels on compte par exemple la Commission internationale de diplomatique ou la Fédération internationale pour la recherche en histoire des femmes.